# 윌리엄 크래토른
윌리엄 크래토른(William Crathorn, 1330년 경 ~ ?)은 옥스퍼드 출신의 잉글랜드의 도미니코회 철학자이다. 오컴의 윌리엄의 지적 전통을 따른 철학자이며 그의 철학 작품을 개선하는 작업을 했다. 크래토른은 회의론의 주장에 초점을 맞춤으로써 언어철학과 심리학, 인식론에서 고유한 이론을 만들었다.

## 작품
- Quaestiones super librum sententiarum

## 같이 보기
- 오컴의 윌리엄